# ۶۰ دقیقه
۶۰ دقیقه (به انگلیسی: Minutes 60) عنوان برنامه خبری است که از سال ۱۹۶۸ از شبکه تلویزیونی سی‌بی‌اس آمریکا هر یکشنبه پخش می‌شود.

## تاریخچه
برنامه ۶۰ دقیقه در سال ۱۹۶۸ توسط دان هویت تهیه شد و دوشنبه‌شب‌ها ساعت ۱۰ پخش می‌شد. از سال ۱۹۷۰ یکی از پرطرفدارترین برنامه‌های تلویزیون آمریکا شد و از سال ۱۹۷۵ پخش آن به شب‌های یکشنبه تغییر یافت. این برنامه ۷۳ جایزه امی را به خود اختصاص داده‌است.